# Monte Oscuridad
Monte Oscuridad es una comuna del departamento San Cristóbal, en la provincia de Santa Fe, Argentina. La localidad se encuentra a 250 km al norte de la ciudad capital Santa Fe, y a 120 km de la ciudad cabecera San Cristóbal. No posee núcleo de población ni Registro Civil, por lo que depende de la localidad de Suardi con cuyo distrito limita.

## Ubicación y superficie
Limita al norte con Colonia Malmán, Colonia Sarita y San Guillermo; al este con Suardi; al Sur y Oeste con la Provincia de Córdoba y hacia el Noroeste con la Provincia de Santiago del Estero

## Límites
Está ubicada en la parte Oeste de la Provincia de Santa Fe y se encuentra a 17 km de la localidad de Suardi, y a 250 km de la ciudad de Santa Fe.
Tiene una superficie total de 24.000 has.

## Historia
No se tiene noticias de que el lugar haya sido asiento de tribus indígenas, pero los restos de lanzas y partes de boleadoras encontrados más tarde en los montes, atestiguan la presencia al menos transitoria de tribus de abipones y mocovíes que provenían del este de la provincia de Santa Fe, y de los sanavirones, que habitaban al norte de Córdoba.
La posterior llegada de habitantes de origen europeo principalmente italianos a la zona, responde a un contexto y a un mandato del gobierno nacional imperante desde mediados del siglo XIX. A partir de la década de 1860 se comienza a fomentar la colonización de manera sistemática en las provincias de Entre Ríos y Santa Fe con la llegada de agricultores europeos.
En 1856 Aarón Castellanos funda la colonia agrícola de Esperanza, y desaparecido en gran parte del país el peligro de los ataques de malones, la acción colonizadora se incrementó rápidamente, al influjo de la gran corriente de inmigración europea, que a fines del siglo pasado alcanzó su punto culminante. 
En la provincia de Santa Fe, esa colonización comenzó, para esta zona central, desde el sur hacia el norte, atraídos por la dilatada extensión de los campos y la fertilidad de las tierras. 
Al no existir acta fundacional de la colonia, se toma como fecha de su fundación julio de 1888, mes y año en que fue aprobada la mensura presentada por el Agrimensor Enrique Foster.
En 1891 el Agrimensor cordobés, José María Narvajas practica una mensura y amojonamiento del terreno en su parte oeste (de la actual Colonia Monte Oscuridad) propiedad de don Heraclio Román. En el informe presentado el agrimensor manifiesta que en la zona oeste, encontró a los únicos pobladores de entonces en el Distrito. Eran ellos, las familias de José Montenegro, Prijodes Quiroga y Laureano Manzanales.
Por lo tanto se puede considerar a estas familias como los primeros pobladores de Monte Oscuridad.
La llegada de los primeros colonos se produce a principios del año 1911, todos ellos italianos o descendientes de tal nacionalidad, principalmente piamonteses. También los hubo lombardos, toscanos y friulanos. Eran ellos los hermanos Seraldi, Antonio Serra, José Barolo, Bautista Bocco, Pedro Barbaresco, Ernesto Goddio y los hermanos José y Luis Borgnino, los hermanos Rossi, Juan Negri, Tomás, Juan y Santiago Serafín y Juan Isuardi.
El asentamiento de los criollos Exequiel Herrera y Ramón Ignacio López en la misma época, determina el inicio de la colonia Monte Oscuridad.

### Origen del Nombre
Hacia 1880 este lugar se denominaba Monte del Paraguay, luego Los Monteros y al final de la década comenzó a oficializarse el nombre Monte Oscuridad.  Indudablemente el origen del nombre responde al escenario geográfico de mediados del siglo XIX, tiempos en que estas tierras estaban ocupadas por montes de gran magnitud y espesura, y con follaje compacto que prácticamente impedía el paso de los rayos solares, de ahí en nombre “Monte Oscuridad”.

### Creación de la Comuna
En 1927 el desarrollo de la colonia es pleno y sostenido. La densidad poblacional es buena y sus actividades agrícolas alcanzan su punto máximo. La realidad exigía la creación de un organismo que legisle la comunidad.  En vista de esto el Gobierno de Santa Fe a través de un decreto, crea la Comisión de Fomento de Monte Oscuridad, y reunidos los vecinos en asamblea designan al señor Juan Bautista Valdemarín como su primer Presidente; vicepresidente José Gianre; secretario Spírito Borello; secretario administrativo José Cavero López.
Desde la creación de la Comisión de Fomento en 1927, ocuparon el cargo de presidente, los siguientes miembros: Juan Bautista Valdemarín; Bautista Nari, Francisco Bonino; Gabriel Borgonovo; José Bonino; Adán Yenerich; Fortunato Perlo; Carlos Borello; Miguel Martino; Cándido Cingolani; Aldo Barolo y Daniel Racca.
En el año 1975 el Gobernador de la Provincia de Santa Fe, Señor Sylvestre Begnis en su visita a la colonia, dejó inaugurado el edificio comunal y el edificio policial , construidos en una fracción de tierra donadas por los Señores Victorio e Ildo Buraschi.
El 26 de septiembre de 2008. se inaugura el moderno edificio sede de la Comuna de Monte Oscuridad.

## Geografía y Clima
La colonia comprende una zona cuyas características son las propias de la “pampa húmeda”, siendo la temperatura media de verano 28 °C y la de invierno 12 °C. Las precipitaciones de 900 mm por año se presentan en forma de lluvias.
La flora original, antes de la llegada de los inmigrantes europeos, estaba compuesta por montes de algarrobos, ñandubay, itín, mistol, tala, palmera y algunos ejemplares de quebracho blanco y colorado.Posteriormente, las tierras ganadas al monte fueron sembradas con trigo, lino y maíz.

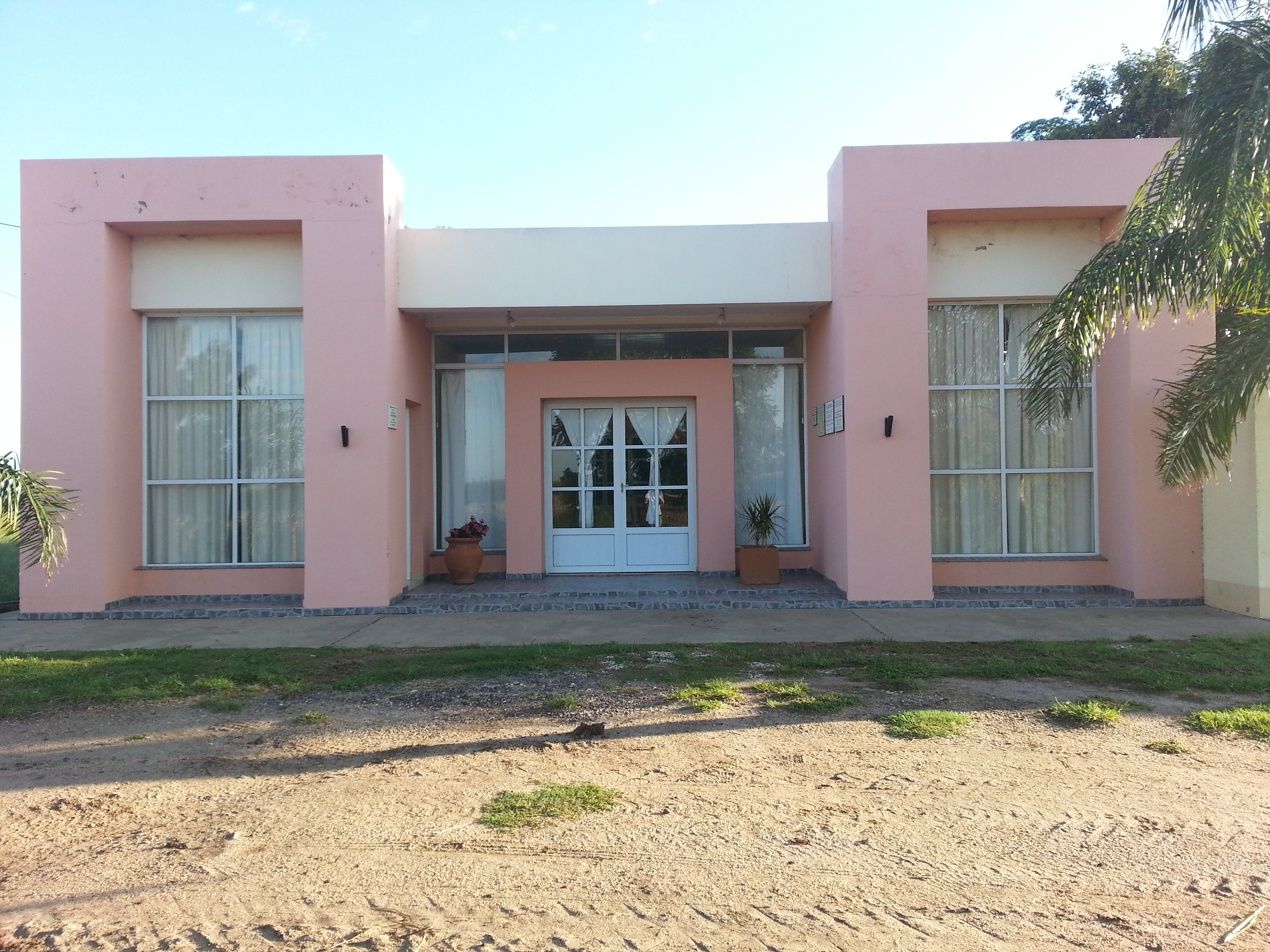
Edificio Sede Comunal.

## Economía
Durante la primera etapa de colonización la actividad principal era la extracción de madera que era utilizada en su mayor parte en la elaboración de postes , varillas y carbón . Para ello se instalaron aserraderos y hornos.
A comienzos del siglo XX se afianza la explotación de granos y cereales (trigo, lino, maíz, etc.) pero a partir de la Primera Guerra Mundial(1914-1919), el comercio de granos decae a nivel mundial,  hecho que origina la búsqueda de otras actividades económicas, principalmente lechera, explotación que pasará a convertirse en el principal recurso económico de la colonia. Para 1935, los campos de Monte Oscuridad estaban poblados de ejemplares de bovinos de raza lechera y lo que antes era una vasta extensión sembrada con trigo y lino, ahora muestra extensas pasturas para el ganado.
Hacia 1951, se incorpora el cultivo de sorgo, como componente de la cosecha gruesa, este cereal fue adquiriendo extraordinaria importancia. Hoy constituye junto con la lechería, la principal producción de la colonia, actualmente alcanza un promedio de 2.600 hectáreas con rendimientos muy elevados.

### Cooperativas tamberas
Hacia mediados del siglo XX la exclusividad de la explotación tambera requiere la existencia de un organismo representativo que defienda los derechos e intereses del productor lechero. En 1940 se crea la primera sociedad cooperativa: la Cooperativa de Tamberos Ltda. "Monte Oscuridad"y en 1943 la Cooperativa Ltda.de Tamberos "La América".
En la actualidad la existencia de numerosos tambos destinados a la explotación lechera,
hacen de Monte Oscuridad una de las principales cuencas lecheras de la Argentina. El último relevamiento indica 
el funcionamiento de 90 tambos con una producción de 300.000 litros diarios.

## Santo Patrono
- San Juan Bautista. Festividad 24 de junio.

En su honor, el 24 de junio de 1970 fue inaugurada la Capilla, construida con aportes de los vecinos y edificada en el terreno donado por los Sres. Mario Cingolani e Hijos.

## Instituciones
Las instituciones educativas son: Escuela N°6007 "Gabriela Mistral" fundada en agosto de 1930, posee además, una sala de Nivel Inicial para niños de 3, 4 y 5 años. 
La Escuela N°461 "San Martín" fundada el 16 de junio de 1938, tiene incorporado: el Nivel Inicial; el Proyecto "Libre para Crear"; 2 horas cátedras de Lengua Extranjera (Inglés) y 2 horas cátedras de Tecnología, destinadas a los alumnos de séptimo año y el Núcleo Rural de Escuela Secundaria Orientada, terminalidad "Agro y Ambiente" N° 1500 dependiente de la E.E.T.P. N° 500 de Suardi.
La Escuela N°951 Primaria Común Diurna "Justo Santa Maria de Oro" fue creada el 8 de abril de 1940. Posee Nivel Inicial y forma parte del Proyecto "Libre para crear".
En el ámbito deportivo se destaca el Club Atlético Belgrano de Monte Oscuridad fundado en 1944.
En 1894 se crea la Comisaría y fue nombrado para desempeñarse ad-honorem al señor Meliton Quiroga. Actualmente se denomina "Destacamento N°11 Monte Oscuridad".

### Actualidad
Monte Oscuridad posee una red vial de 325 km de los cuales 36 km son caminos ripiados y 6 km de caminos arenados.
Desde el año 2012 cuenta con una Planta de Agua Potable por sistema de ósmosis inversa (250lts/hs).
La Comuna de Monte Oscuridad implementó el dictado de Talleres de Patín. Taekwondo y Folklore.